# Soin
Der Soin, auch oft Soinwand genannt, ist ein 1756 Meter hoher Berg in den Bayerischen Alpen. Er ist umgeben von den Gipfeln des Wendelsteins, der Kesselwand, des Wildalpjochs und der Hochsalwand. Ein Teil der Wendelstein-Zahnradbahn (Mitteralm bis zur Reindlerscharte) verläuft am Nordhang des Berges. Zwischen Wildalpjoch und Soin liegt der Soinkessel mit den Soin-Almen, der Soin-Hütte der Bundeswehr und dem Soinsee.

## Aufstieg
- Vom Wendelstein kommend über die Zeller Scharte (vom Bergbahnhof ca. 1 Stunde)
- Vom Sudelfeld über den Lacherhang und die Zeller Scharte ca. 3 Stunden
- Von St Margarethen über die Mitteralm und den Soinkessel ca. 3,5 Stunden